# По реке
По реке — студийный альбом петербургской группы KRec, вышедший в 2006 году.
Альбом стал намного лиричнее предыдущего. И хотя Ассаи работал над ним уже меньше, чем над предыдущим, релиз получил довольно положительные отзывы.

## Список композиций
| №   | Название                         | Автор(ы)                                          | Длительность |
| --- | -------------------------------- | ------------------------------------------------- | ------------ |
| 1.  | «Аперитив (feat. Maestro A-Sid)» | Марат - Фьюз, Maestro A-Sid                       | 4:49         |
| 2.  | «Письмо»                         | Марат - Фьюз                                      | 3:00         |
| 3.  | «Ретро»                          | Марат - Ассаи, Фьюз                               | 2:55         |
| 4.  | «Ночь»                           | Фьюз, Марат - Фьюз, Ассаи                         | 4:16         |
| 5.  | «90.1 (feat. Maestro A-Sid)»     | Марат - Фьюз, Maestro A-Sid                       | 4:25         |
| 6.  | «Марафон»                        | Марат - Фьюз, Ассаи                               | 3:18         |
| 7.  | «Мотивы»                         | Марат - Фьюз                                      | 1:42         |
| 8.  | «Нежность»                       | Фьюз, Марат - Ассаи, Фьюз                         | 3:54         |
| 9.  | «Глазам по пути»                 | Марат - Ассаи, Фьюз                               | 2:44         |
| 10. | «Весна (feat. Maestro A-Sid)»    | Марат - Maestro A-Sid, Ассаи, Фьюз                | 4:01         |
| 11. | «Куда уходят корабли...»         | Марат - Фьюз, Ассаи                               | 3:55         |
| 12. | «По реке (feat. Maestro A-Sid)»  | Марат - Фьюз, Maestro A-Sid                       | 3:07         |
| 13. | «Ангел»                          | Кудос, Марат - Фьюз, Ассаи                        | 3:05         |
| 14. | «Реквием»                        | Марат - Ассаи, Фьюз                               | 3:25         |
| 15. | «Музыка (feat. Maestro A-Sid)»   | Марат - Фьюз, Ассаи, Maestro A-Sid                | 4:06         |
| 16. | «Лирик»                          | Марат - Ассаи, Фьюз                               | 3:27         |
| 17. | «Искры (feat. Maestro A-Sid)»    | Марат, Maestro A-Sid - Фьюз, Ассаи, Maestro A-Sid | 4:49         |
| 18. | «Аутро»                          | Марат - Фьюз                                      | 2:34         |

## Участники записи
- Марат Сергеев (Марат) - вокалы, музыка, тексты
- Артём Бровков (Фьюз) - вокалы, музыка, тексты
- Алексей Косов (Ассаи) - вокалы, музыка, тексты
- Юля (Jazz Lady) - вокал в "Аперитив", "90.1", "Марафон", "Весна", "По реке", "Реквием", "Искры"
- Антон Сидоров (Maestro A-Sid) - музыка, вокалы в "Письмо", "Ночь", "Марафон", "Глазам по пути", "Ангел", "Лирик", "Искры", "Аутро"
- "Кудос" - музыка в "Ангел"
- "DJ Tonic" - скрэтчи в "Аперитив", "По реке", "Реквием", "Аутро"

## Разное
Композиция "Нежность" входит в саундтрек к фильму Питер FM.

## Рецензии
Разделять песни на "лучше/хуже" мне бы не хотелось. Они очень ровные. Мало какие из них подходят под определение "хит", поэтому понравится скорее всего всем разное. Выделил бы "Весну" – её можно было бы назвать радиохитом, если бы было такое радио. Next? Что-то Krec там не слышно.
 — пишет Андрей Никитин на сайте Rap.ru